# Чёрная речка (картина)
«Чёрная речка» — картина известного российского художника и педагога Л. А. Стуканова, написанная в 1985 году.

## История
Картина «Чёрная речка» была создана Леонидом Стукановым в 1985 году после очередного посещения «загородной резиденции» художника Александра Жданова в подмосковном посёлке Мозжинка, неподалёку от Звенигорода.  Жданов изображён на картине в нижнем левом углу, в виде сгорбившейся чёрной фигуры на мосту над рекой. 
В 2017 году графическая реплика картины «Чёрная речка» была использована Александром Кисляковым для создания постера персональной выставки Леонида Стуканова «Граф» (галерея ZHDANOV, Ростов-на-Дону).

## Выставки
- 2008 — «О смертном в искусстве. Памяти Николая Константинова». М-галерея, Ростов-на-Дону[3][4][5][6].
- 2009 — «Товарищество „Искусство или смерть“». Государственный музей современного искусства, Москва[1][7][8][9].
- 2010 — «Леонид Стуканов. Вячеслав Ушенин. Виктор Палко». Выставочный зал ТО Союза художников России, Таганрог[10][11].
- 2017 — «Граф». Галерея ZHDANOV, Ростов-на-Дону[12][2][13][14][15].

## Публикации репродукций
- О смертном в искусстве. Каталог. — Ростов-на-Дону: Галерея «М», 2008. — 94 с.
- Скопцова Г. С. Из века в века. История РХУ в лицах. — Ростов-на-Дону: Изд. РХУ, 2009. — С. 288. — ISBN 978-5-9901759-1-4.
- Товарищество «Искусство или смерть» / Под ред. О. Головановой. — М.: ГМСИ, 2009. — 304 с. — ISBN 978-5-91611-006-7.
- Крузе С. Леонид Стуканов / Фестиваль современного искусства «2012». Каталог. — Ростов-на-Дону: Омега-принт, 2012. — 298 с.
- Баскова С. О живописном контексте Ростова-на-Дону // Каталог выставки художника Вадима Мурина. — Ростов-на-Дону: Фонд современной культуры «Дон», 2018. — 120 с.